# Sato Koichi
Koichi Sato (佐藤 洸一 Satō Kōichi, sinh ngày 28 tháng 11 năm 1986) là một cầu thủ bóng đá người Nhật Bản thi đấu ở vị trí tiền đạo cho câu lạc bộ tại J. League Division 2 Zweigen Kanazawa.

## Thống kê câu lạc bộ
Cập nhật đến ngày 23 tháng 2 năm 2018.
| Thành tích câu lạc bộ | Thành tích câu lạc bộ | Thành tích câu lạc bộ | Giải vô địch | Giải vô địch | Cúp                   | Cúp                   | Tổng cộng | Tổng cộng |
| Mùa giải              | Câu lạc bộ            | Giải vô địch          | Số trận      | Bàn thắng    | Số trận               | Bàn thắng             | Số trận   | Bàn thắng |
| Nhật Bản              | Nhật Bản              | Nhật Bản              | Giải vô địch | Giải vô địch | Cúp Hoàng đế Nhật Bản | Cúp Hoàng đế Nhật Bản | Tổng cộng | Tổng cộng |
| --------------------- | --------------------- | --------------------- | ------------ | ------------ | --------------------- | --------------------- | --------- | --------- |
| 2008                  | FC Gifu               | J2 League             | 1            | 1            | –                     | –                     | 1         | 1         |
| 2009                  | FC Gifu               | J2 League             | 43           | 16           | 4                     | 2                     | 47        | 18        |
| 2010                  | FC Gifu               | J2 League             | 35           | 5            | 1                     | 0                     | 36        | 5         |
| 2011                  | FC Gifu               | J2 League             | 36           | 7            | 1                     | 0                     | 37        | 7         |
| 2012                  | FC Gifu               | J2 League             | 33           | 10           | 0                     | 0                     | 33        | 10        |
| 2013                  | V-Varen Nagasaki      | J2 League             | 42           | 12           | 1                     | 0                     | 43        | 12        |
| 2014                  | V-Varen Nagasaki      | J2 League             | 32           | 12           | 2                     | 1                     | 34        | 13        |
| 2015                  | V-Varen Nagasaki      | J2 League             | 29           | 3            | 2                     | 4                     | 31        | 7         |
| 2016                  | V-Varen Nagasaki      | J2 League             | 26           | 4            | 1                     | 0                     | 27        | 4         |
| 2017                  | Zweigen Kanazawa      | J2 League             | 42           | 16           | 2                     | 0                     | 44        | 16        |
| Tổng                  | Tổng                  | Tổng                  | 319          | 86           | 14                    | 7                     | 333       | 93        |